# Michael Laumen
Michael Laumen (* 5. April 1950 in Mainz; † 17. Februar 2019) war ein deutscher Koch und Unternehmer.

## Leben
Michael Laumen wurde 1950 in Mainz geboren und war Ingenieur für thermische Verfahrenstechnik. Er war Inhaber einiger Patente, mit denen er Anfang der 1990er Jahre in Mecklenburg-Vorpommern Kontakte herstellen wollte.

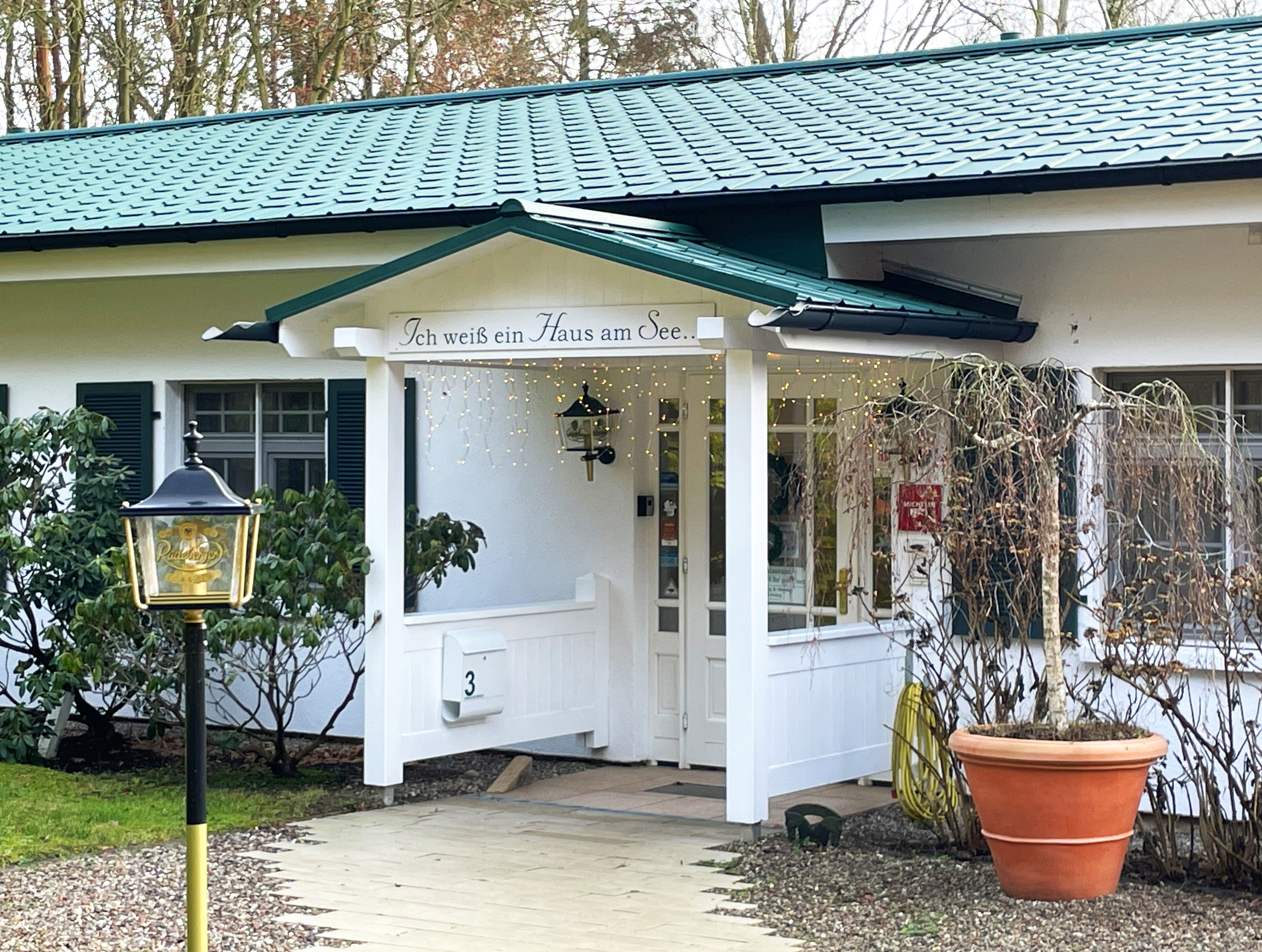
„Ich weiß ein Haus am See…“

Im Jahr 1994 zog er mit seiner Frau aus Krefeld nach Krakow am See, wo er ein ehemaliges Kinderferienlager kaufte und dort nach Umbauten im September 1994 das Hotel und Restaurant Ich weiß ein Haus am See eröffnete. Als Hobbykoch und Autodidakt kochte er von der klassischen französischen Küche beeinflusste Gerichte. Im November 1995 wurde er für seine Leistungen mit dem ersten Michelin-Stern ausgezeichnet. Er war zu diesem Zeitpunkt der erste Koch in Mecklenburg-Vorpommern, der einen Michelin-Stern innehatte und der zweite in den Neuen Ländern. Laumen war 1996 Mitbegründer der Köchevereinigung „Verbund der qualitätsorientierten Köche Mecklenburg-Vorpommerns“. 2005 verließ er das Hotel mit Restaurant und versuchte, mit einem ähnlichen Konzept in Rostock sesshaft zu werden. Als er damit scheiterte, widmete er sich der Produktion von Senf, Essig und Würzölen im Kloster Rühn, später war er als Hotelier im „Borgwarthof“ Sundhagen tätig. Zuletzt übte er Beratertätigkeiten in Schwerin aus. Die Küche im Restaurant in Krakow am See wird seit seinem Weggang von Küchenchef Raik Zeigner geführt, der bei Michael Laumen gelernt hatte und den Michelin-Stern seitdem verteidigte. Das Hotel und Restaurant betreibt Laumens Tochter Petra König.
Michael Laumen starb am 17. Februar 2019 im Alter von 68 Jahren.

## Auszeichnungen
- 1996 bis 2006: Ein Michelin-Stern für das Restaurant „Ich weiß ein Haus am See“.
- 2000, 2001 und 2005: „Köche-Oskar Mecklenburg-Vorpommern“.[10]
- 2005: 14 Punkte im Gault-Millau für das Restaurant „Ich weiß ein Haus am See“.[11]
- 2005: 2,5 Feinschmecker F.[6]

## Werke
- Balsamöl & wildes Kraut: Kochbuch mit Küchenkompendium. „Ich weiß ein Haus am See“ – feine Küche von der Mecklenburger Seenplatte. Henning Seehusen (Hrsg.), Hölker Verlag, Münster 2004, ISBN 3-88117-643-8.